# (8492) Kikuoka
(8492) Kikuoka est un astéroïde de la ceinture principale.

## Description
(8492) Kikuoka est un astéroïde de la ceinture principale. Il fut découvert le 21 janvier 1990 à Geisei par Tsutomu Seki. Il présente une orbite caractérisée par un demi-grand axe de 2,53 UA, une excentricité de 0,08 et une inclinaison de 14,4° par rapport à l'écliptique.

## Compléments